# Tsutomu Yamazaki
Tsutomu Yamazaki (jap. 山﨑 努, Yamazaki Tsutomu; * 2. Dezember 1936 in Matsudo, Präfektur Chiba) ist ein japanischer Schauspieler.

## Leben
Nach Abschluss der Oberschule 1956 begann Yamazaki eine Schauspielausbildung bei der Theatergruppe „Haiyū-za“. Sein Schauspieldebüt hatte er 1960 unter der Regie von Kihachi Okamoto im Film Daigaku no sanzōkutachi, ehe er an vielen weiteren Theater- und Filmproduktionen teilnahm. Akira Kurosawa besetzte ihn erstmals 1963 in Tengoku to Jigoku, wo er einen nihilistischen Kidnapper spielte. Er trat fortan häufig in Verbrecherrollen auf; 1977 spielte er in Yoshitarō Nomuras Yatsuhaka-mura einen Amokläufer. Mitte der 1980er Jahre erlangte er weithin Popularität in Jūzō Itamis Filmen Osōshiki (1984), Tampopo (1985) und Marusa no Onna (1987).

## Auszeichnungen
Yamazaki wurde bereits achtmal für den Japanese Academy Award nominiert, den er viermal gewann. Daneben wurde er dreifach mit dem Kinema-Jumpō-Preis ausgezeichnet. Für den Film Osōshiki, in dem er erstmals auch Regie führte, erhielt er viele japanische Filmpreise, darunter den Japanese Academy Award als Bester Hauptdarsteller und den Blue Ribbon Award für die Beste Regie.

## Filmografie (Auswahl)
- 1960: Daigaku no sanzōkutachi
- 1961: Tōkyō Yowa
- 1962: Sono Basho ni Onna ari-te
- 1963: Zwischen Himmel und Hölle (Tengoku to Jigoku)
- 1964: Aku no Monshō
- 1965: Nikutai no Gakkō
- 1965: Aku no Kaidan
- 1965: Rotbart (Akahige)
- 1967: Akane-gumo
- 1974: Hissatsu Shikane-nin: Shunrai Shikake-bari
- 1977: Yatsuhaka-mura
- 1979: Yasha-ga-ike
- 1980: Kagemusha – Der Schatten des Kriegers (Kagemusha)
- 1981: Surōna Bugi ni shitekura
- 1982: Daiyamondo wa Kizu-tsukanai
- 1984: Saraba hakobune
- 1984: Beerdigungszeremonie (Osōshiki)
- 1985: Tampopo (Tampopo)
- 1987: Die Steuerfahnderin (Marusa no Onna)
- 1989: Rikyu, der Teemeister
- 1989: Die Tänzerin (Maihime)
- 1989: Harimao
- 1993: Bokura wa minna ikiteiru
- 1993: Mizu no tabibito: Samurai kizzu
- 1998: Ah haru
- 2000: The Guys from Paradise – Die Hölle von Manila (Tengoku kara kita otoko-tachi)
- 2001: Go (Gō)
- 2008: The Ramen Girl
- 2008: Nokan – Die Kunst des Ausklangs (Okuribito)
- 2009: Kamui Gaiden
- 2010: Space Battleship Yamato
- 2011: The Woodsman And The Rain